# 白新高校
白新高等学校（はくしんこうとうがっこう）は、水島新司の野球漫画、『野球狂の詩』および『ドカベン』シリーズに登場する、架空の高等学校。『ドカベン』中には、「白新学院」と記されている場合もあったが、最終的には「白新高校」に落ち着いている。

## 概要
- 神奈川県にある私立高校で、山田太郎らがいる明訓高校のライバル校の一つ。山田と同学年の不知火守をエースとして明訓高と5回にわたって対戦し、すべて敗れた。
- 不知火や山田が2年次の秋の大会の際、県大会に進む地区リーグの区割りが紹介されており、白新高は川崎地区に所属するとされている。よって学校所在地は川崎市であると推測される[独自研究?]。
- 校名は水島新司の母校である新潟市立白新中学校からとられている[要出典]。

## 野球部
- 神奈川県内における明訓高校最大のライバル校として描かれている。不知火守入学以前に甲子園出場があるかどうかは不明だが、山田・不知火が1年次の夏の対戦の最終回で「名門白新」との描写がある。
- 超高校級投手の不知火守を擁し、投手力で他校を圧倒する。反面、打力にはやや弱さがあるようで[独自研究?]、相手校に圧勝している描写はなく、不知火守が2年次の夏の県大会初戦で羊ヶ丘高校に5－0で勝利しているのが目立つ程度である。この時の大会では3回戦で明訓と対戦し、里中智投手に無安打無得点試合を喫している。

### ユニフォームのデザイン
- 白地の胸部に横書きの漢字で「白新」。襟元と袖口、スラックスの両脇に赤のラインが入る。
- アンダーシャツとストッキングは赤。
- 帽子は赤で額の部分に白で「Ｈ」。
- アニメ版では、ライン・アンダーシャツ・ストッキング・帽子のいずれも濃い青色である。

### 「野球狂の詩」における戦歴
- 1972年の夏の甲子園で準優勝し、国立玉一郎を東京メッツが１位指名、山井英司を阪神タイガースが5位で指名するが山井は入団せず。

### 「ドカベン」および「大甲子園」における戦歴
- 不知火守は入学してすぐに投打とも超高校級の実力を見せつけてエースにつく。山田太郎らが1年生の夏の神奈川県大会では初戦で明訓高校と対戦。序盤から優位に試合を進めたが、里中智・山田太郎・岩鬼正美・殿馬一人が試合に出場すると次第に明訓に主導権を奪われ、最終回に逆転を喫して6－7で敗れた。続く秋の県大会では不知火守が選手兼任監督に就任、角膜移植手術を成功させたことによりベストコンディションで明訓と対戦するが、9回裏に山田太郎にサヨナラ満塁本塁打を喫して5－9で敗れた。
- 山田太郎らが2年生の夏の神奈川県大会では、不知火守が1回戦と2回戦で2試合連続の完全試合を達成し、3回戦で満を持して明訓高と対戦する。この試合でも不知火は9回終了までパーフェクトピッチングを展開して明訓打線を抑え込むが、白新打線も里中にノーヒットに抑えられてしまう。両校無得点で迎えた延長10回表に、岩鬼の死球による出塁と殿馬の初安打をきっかけとしてリズムを崩し、「ルールブックの盲点の1点」を許して、無安打無得点で敗れた。
- 山田太郎らが2年生の秋の神奈川県大会では、準決勝で明訓高校と対戦。不知火の速球と超スローボールのコンビネーション、剛球フォークが冴えて、山田を4打席連続三振と抑え込むが、9回表に不知火が突如乱れて満塁のピンチを招き、岩鬼に逆転満塁本塁打を喫して2－5で敗れた。
- 山田太郎らが3年生の夏は準決勝で小林真司のいた東郷学園高校を完封して決勝に進出し、明訓高と対戦した。決勝前の実況アナウンサーの発言として「（不知火投手は）前年秋の大会で明訓に敗れて以来、完全試合を2度、225イニングス連続無失点を達成している」と紹介されている。また白新高応援団員の発言として、「おれたちはこの秋春と2度の（明訓との）対戦だが、不知火はこれまで4度明訓と対戦して敗れている」とある。ここから類推すると、「①白新と明訓は春の県大会で対戦し、白新が完封勝ちしている」「②不知火は春の神奈川県大会を無失点で制覇し、春の関東大会も全試合完封で優勝している」可能性がある。もちろん、不知火が春の県大会では登板を回避し、練習試合や招待試合のみで無失点を継続していたことも考えられる。
- 山田と不知火が3年次の夏の神奈川県大会では、里中・不知火両投手の投げ合いで投手戦となるが、延長10回に不知火が岩鬼に三塁打を許し、2死は取ったが4番山田の内野安打で岩鬼を生還させてしまい0－1でサヨナラ負けを喫した。
- 以上のように、不知火は山田のいる明訓高と5度にわたって対戦してすべて敗れており、甲子園出場はついに果たせなかった。

### その後
- 不知火守が卒業した後の野球部の状況は、山田らがプロ1年目のオフシーズンの会話で「昨年の夏は明訓はさんざんな成績だった」こと、「代表の白新も明訓の偉業に泥を塗るような試合をした」ことが、山田と岩鬼の口から語られている。ここから類推すると、「①山田らが卒業した翌年の明訓は、県大会で惨敗」「②夏の神奈川県代表は白新、しかし白新も全国大会では無様な試合で敗退」したことが考えられる[独自研究?]。

### おもな選手
- 国立玉一郎
- 山井英司

- 不知火守
- 他に、不知火の捕手を務めた兵吾、3年夏の県大会決勝で本塁打性の打球を好捕するも肩を粉砕骨折した白山らがいる。